# Barij Essence CSC
Barij Essence CSC (farsi: باشگاه والیبال باریج اسانس کاشان, engelska: Barij Essence Cultural and Sports Club) är en sportklubb från Kashan, Iran. Dess volleybollag (herrar) bildades 2004 (1384 enligt den lokala kalendern). Förutom volleyboll har klubben också varit aktiv inom bordtennis och tyngdlyftning. Herrlaget debuterade i iranska förstaligan i volleyboll för herrar 2009-2010 Den vann seriespelet i serien 2013-2014, men åkte sedan ut i kvartsfinalen i det följande slutspelet (som bestämmer vilket lag som blir iranska mästare). Herrlaget upplöstes 2014.
Klubben bildade ett damlag 2018. Laget vann iranska förstaligan i volleyboll för damer för första gången 2021-2022. De blev även fyra i Asian Women's Club Volleyball Championship 2022.